# Eugenia thikaensis
Eugenia thikaensis là một loài thực vật có hoa trong Họ Đào kim nương. Loài này được Verdc. mô tả khoa học đầu tiên năm 1999.